# Paweł Bernas
Paweł Bernas (Gliwice, Polónia, 24 de maio de 1990) é um ciclista polaco, membro da equipa CCC Team.

## Palmarés
2011 (como amador)
- Carpathia Couriers Paths

2014
- Visegrad 4 Bicycle Race-GP Slovakia
- Visegrad 4 Bicycle Race-GP Hungary
- 1 etapa do Tour de Chinesa I

2015
- 1 etapa do Grande Prêmio Liberty Seguros
- Volta ao Alentejo, mais 1 etapa
- Szlakiem Grodów Piastowskich, mais 1 etapa
- Visegrad 4 Bicycle Race-GP Czech Republic
- 3º no Campeonato da Polónia em Estrada

## Resultados nas Grandes Voltas
| Carreira        | 2013 | 2014 | 2015 | 2016 | 2017 | 2018 | 2019 |
| --------------- | ---- | ---- | ---- | ---- | ---- | ---- | ---- |
| Giro d'Italia   | -    | -    | -    | -    | -    | -    | -    |
| Tour de France  | -    | -    | -    | -    | -    | -    | -    |
| Volta a Espanha | -    | -    | -    | -    | -    | -    |      |

-: não participa 

Ab.: abandono 